# Man Alone
Man Alone ist ein amerikanisches Stummfilm-Melodram von William H. Clifford, das am 1. Februar 1923 uraufgeführt wurde.

## Handlung
Ben Dixon ist ein Mann mittleren Alters und Besitzer einer Goldmine. Er verfällt einem jungen Gesellschaftsmädchen, das die Beziehung zu ihm aber abbricht, weil es mit seinen ungehobelten Manieren nicht zurechtkommt. Entmutigt geht Dixon hinab zum Flussufer. Dort trifft er zufällig eine Frau, die gerade versucht, sich dort das Leben zu nehmen. Er rettet sie und gibt ihr neuen Lebensmut. Diese Erfahrung hilft nun Dixon, mit dem Verlust seiner Liebe fertigzuwerden.

## Kritik
Dan Pavlides nennt diesen Film im All Movie Guide „ein verwirrendes und uninspiriertes Melodram“.